# Leadville, Colorado and Southern Railroad
| Der Bahnhof von Leadville |                      |                                                       |                                                       |
| Die Strecke der Leadville, Colorado and Southern Railroad |                      |                                                       |                                                       |
| Streckenlänge: | 20,7 km              |                                                       |                                                       |
| Spurweite: | 1435 mm (Normalspur) |                                                       |                                                       |
| Maximale Neigung: | 16 ‰                 |                                                       |                                                       |
| Minimaler Radius: | 90 m                 |                                                       |                                                       |
| |                      |                                                       |                                                       |
| \| \| \| Strecke der Colorado and Southern Railway nach Denver \| \| \| \| \| Climax Molybdän Mine \| \| \| \| 20,7 \| Abstellgleis, Ende der befahrbaren Strecke \| Abstellgleis, Ende der befahrbaren Strecke \| \| \| \| East Fork Arkansas River \| \| \| \| \| Trail Road \| \| \| \| 18,8 \| Fremont Pass, Abstellgleis \| 3427 m ü. M. \| \| \| 14,3 \| French Gulch Wasserturm \| 3260 m ü. M. \| \| \| \| Dycus Lane \| \| \| \| \| Gleisdreieck \| \| \| \| 0,9 \| Depot \| Depot \| \| \| \| Abstellgleis \| \| \| \| \| Mineral Belt Green \| \| \| \| \| East 11th Street \| \| \| \| \| East 9th Street \| \| \| \| \| East 8th Street \| \| \| \| 0,0 \| Leadville \| 3094 m ü. M. \| \| \| \| zur Tennessee Pass Subdivision nach Malta \| \| \| \| \| \| \| \| Quellen: [1] \| \| \| \| |                      |                                                       |                                                       |
| Strecke (außer Betrieb) |                      | Strecke der Colorado and Southern Railway nach Denver | Strecke der Colorado and Southern Railway nach Denver |
| Dienststation / Betriebs- oder Güterbahnhof (Strecke außer Betrieb) |                      | Climax Molybdän Mine                                  | Climax Molybdän Mine                                  |
| Abzweig geradeaus und von rechts | 20,7                 | Abstellgleis, Ende der befahrbaren Strecke            | Abstellgleis, Ende der befahrbaren Strecke            |
| Brücke über Wasserlauf |                      | East Fork Arkansas River                              | East Fork Arkansas River                              |
| Bahnübergang |                      | Trail Road                                            | Trail Road                                            |
| Abzweig geradeaus und von rechts | 18,8                 | Fremont Pass, Abstellgleis                            | 3427 m ü. M.                                          |
| Haltepunkt / Haltestelle | 14,3                 | French Gulch Wasserturm                               | 3260 m ü. M.                                          |
| Bahnübergang |                      | Dycus Lane                                            | Dycus Lane                                            |
| Abzweig geradeaus, nach rechts und von rechts |                      | Gleisdreieck                                          | Gleisdreieck                                          |
| Dienststation / Betriebs- oder Güterbahnhof | 0,9                  | Depot                                                 | Depot                                                 |
| Abzweig geradeaus und nach links |                      | Abstellgleis                                          | Abstellgleis                                          |
| Bahnübergang |                      | Mineral Belt Green                                    | Mineral Belt Green                                    |
| Bahnübergang |                      | East 11th Street                                      | East 11th Street                                      |
| Bahnübergang |                      | East 9th Street                                       | East 9th Street                                       |
| Bahnübergang |                      | East 8th Street                                       | East 8th Street                                       |
| Kopfbahnhof Strecke ab hier außer Betrieb | 0,0                  | Leadville                                             | 3094 m ü. M.                                          |
| Strecke (außer Betrieb) |                      | zur Tennessee Pass Subdivision nach Malta             | zur Tennessee Pass Subdivision nach Malta             |
| |                      |                                                       |                                                       |
| Quellen: |                      |                                                       |                                                       |

Die Leadville, Colorado and Southern Railroad ist eine US-amerikanische Eisenbahngesellschaft mit Sitz in Leadville (Colorado). Sie betreibt den Verkehr auf einem 20 Kilometer langen Streckenabschnitt der ehemaligen Colorado and Southern Railway nach Norden, in Richtung Fremont Pass.

## Geschichte

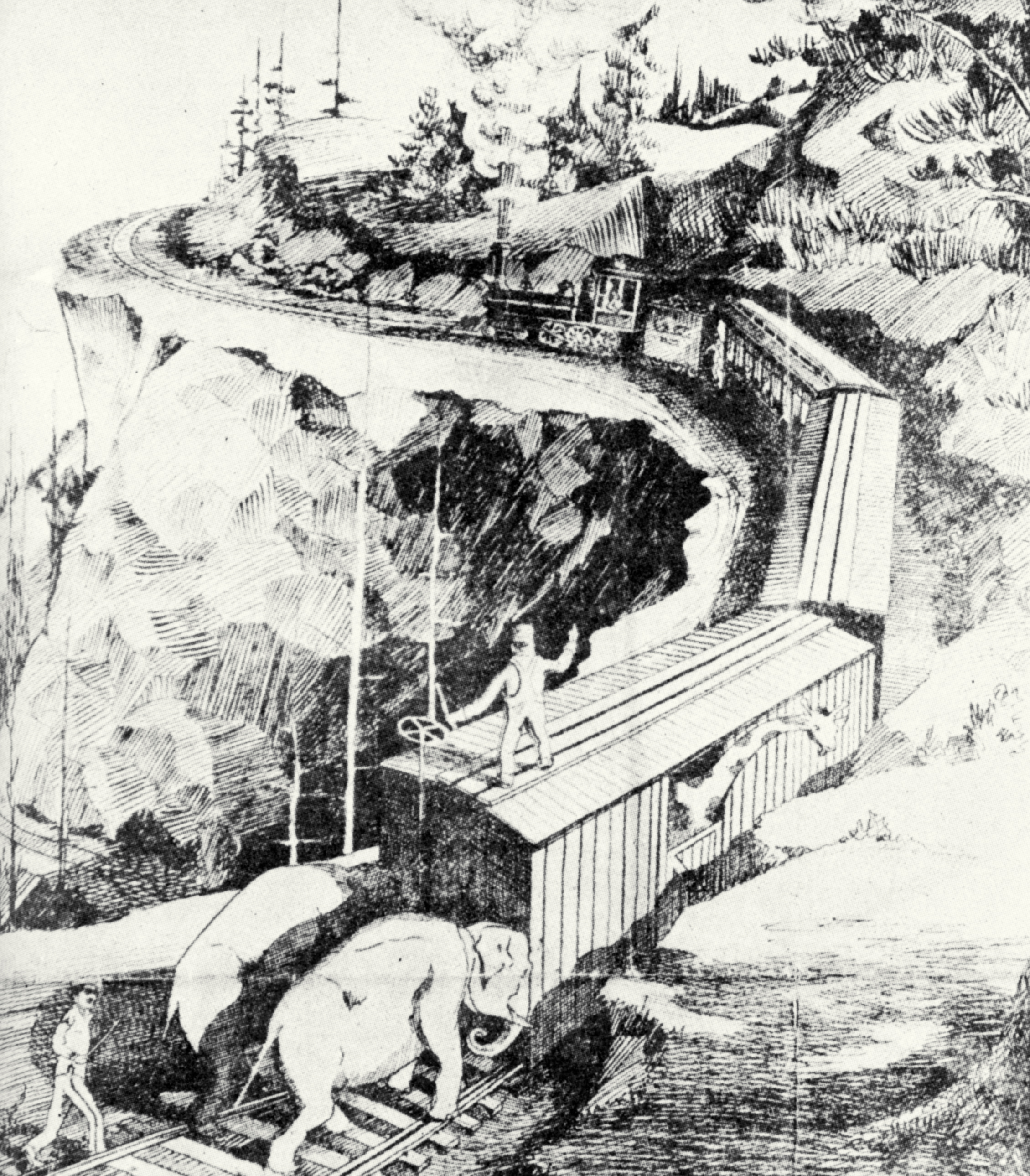
Elefanten schieben einen Zirkusszug nach, der Schwierigkeiten hat, die Passhöhe Climax vor Leadville zu überwinden, Ende 19. Jh.

Die Bergbaustadt Leadville wurde 1877 gegründet. Als erste Bahngesellschaft erreichte die Denver and Rio Grande Western Railroad 1880 die Stadt. Bald darauf wurde auch die Strecke der Colorado and Southern Railway nach Leadville fertig gestellt. Der letzte Eigentümer der Strecke war schließlich die Burlington Northern Railroad (BN). Die Gleise enden heute (2022) kurz vor der Climax Molybdän Mine.

### Neubeginn
Nachdem die BN damit begann, ihr Eigentum im Arkansas River Valley zu verkaufen, wurde 1980 die Leadville, Colorado and Southern Railroad gegründet. Seither betreibt sie Ausflugszüge in den Rocky Mountains. Dabei werden unter anderem auch offene Aussichtswagen eingesetzt. Bei der 2½-stündigen Fahrt durchquert die Bahn den San Isabel National Forest und das Arkansas River Valley, Richtung Norden. Die Bahnstrecke steigt vom Talboden über 20 Kilometer um 300 Meter hinauf. Zu sehen sind dabei der Fremont Pass und die beiden höchsten Gipfel Colorados, der Mount Massive und der Mount Elbert. Bei den Zughalten kann auch mit dem Lokführer gesprochen und die Loks und die Cabooses besichtigt werden. Die Züge verkehren während der Sommermonate bis in den Herbst hinein.

## Bilder

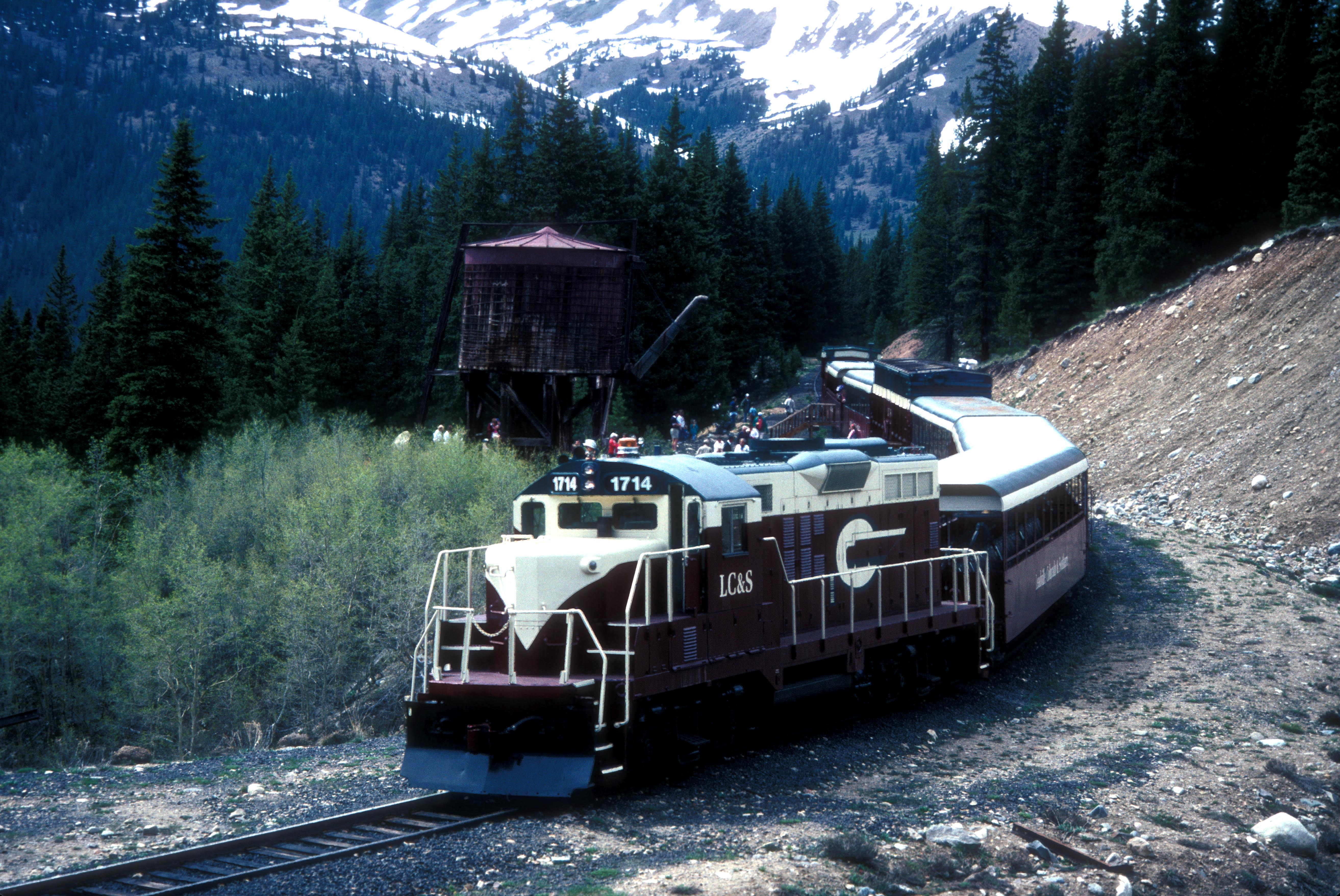
Lok Nr. 1714 beim Halt am Wasserturm, Oktober 2007
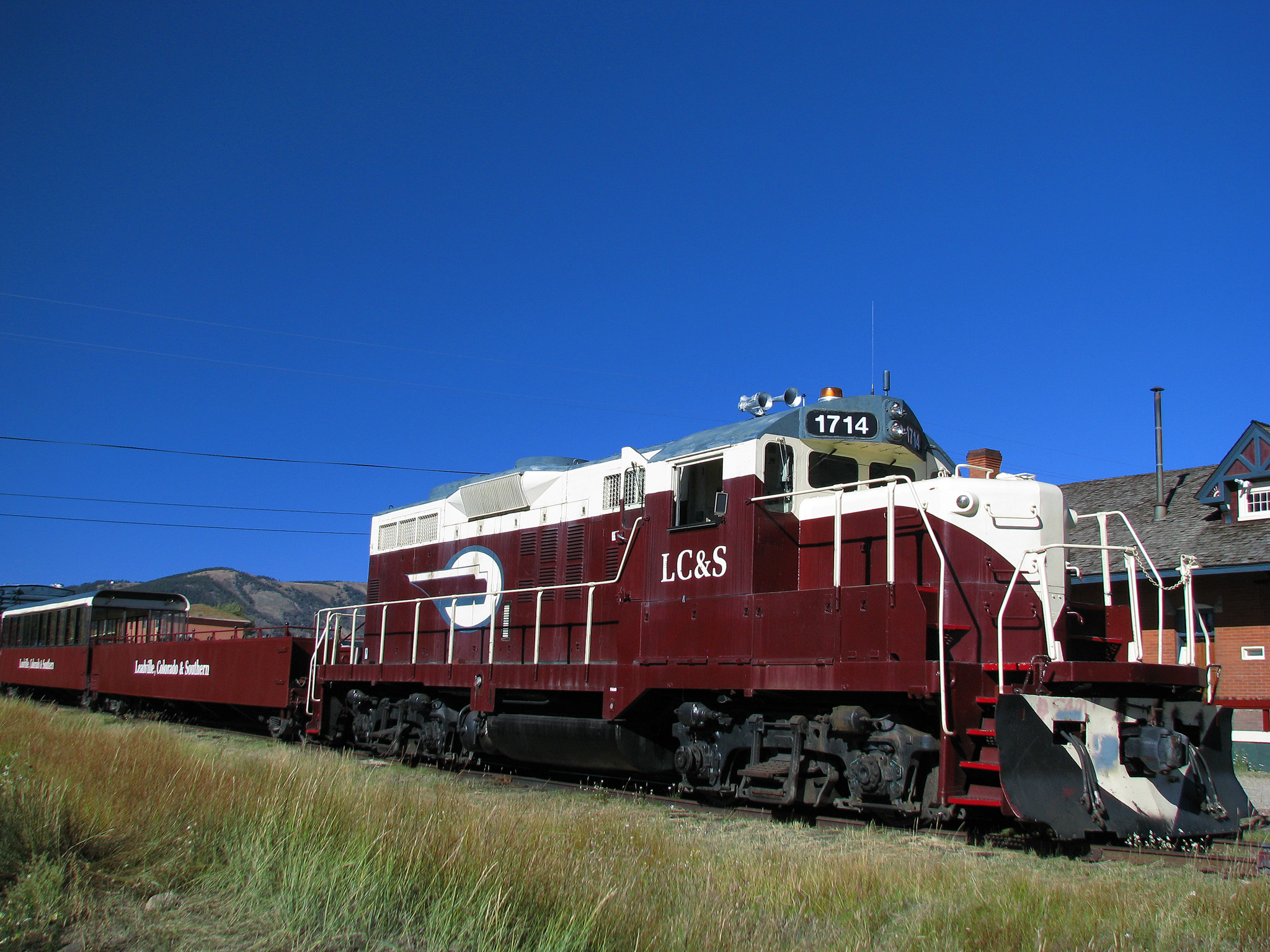
Lok Nr. 1714 im Bahnhof von Leadville, Oktober 2007
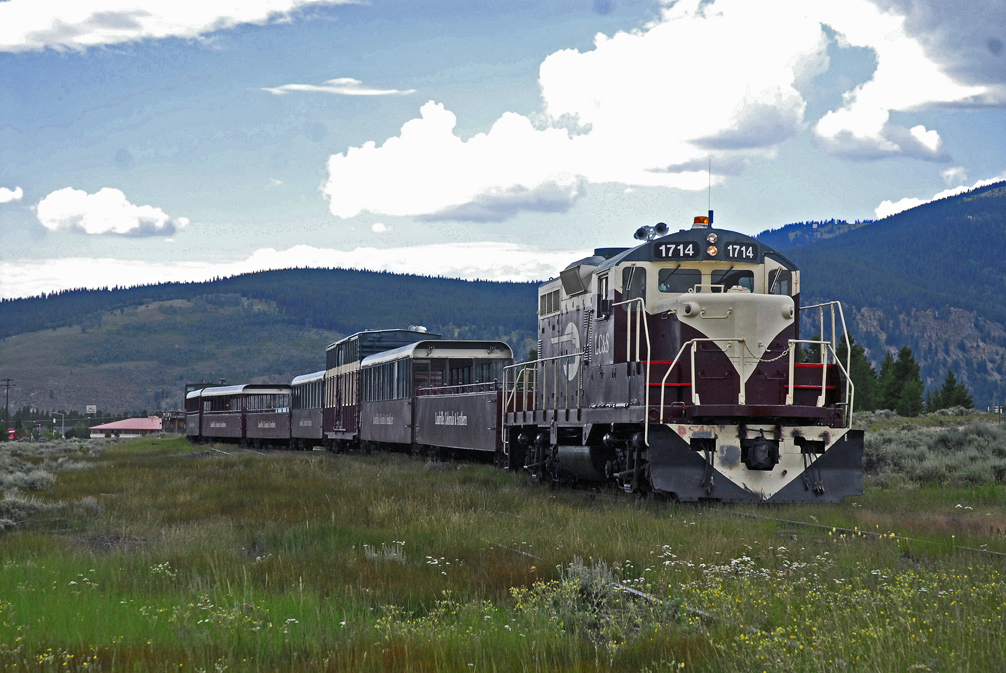
Lok Nr. 1714 mit ihrem Zug in den Bergen Colorados
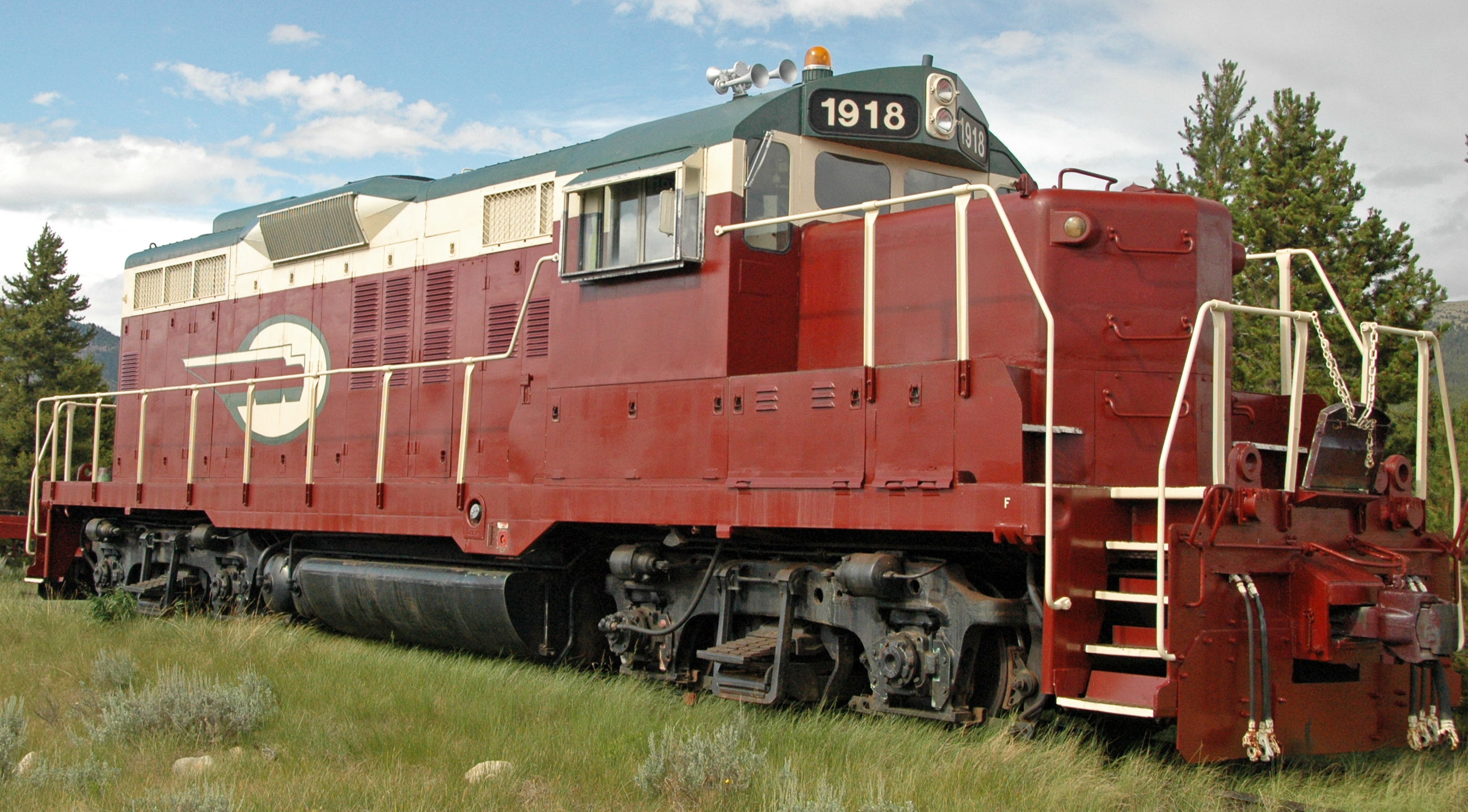
Lok Nr. 1918 in der Nähe der Molybdän Mine, Juli 2009
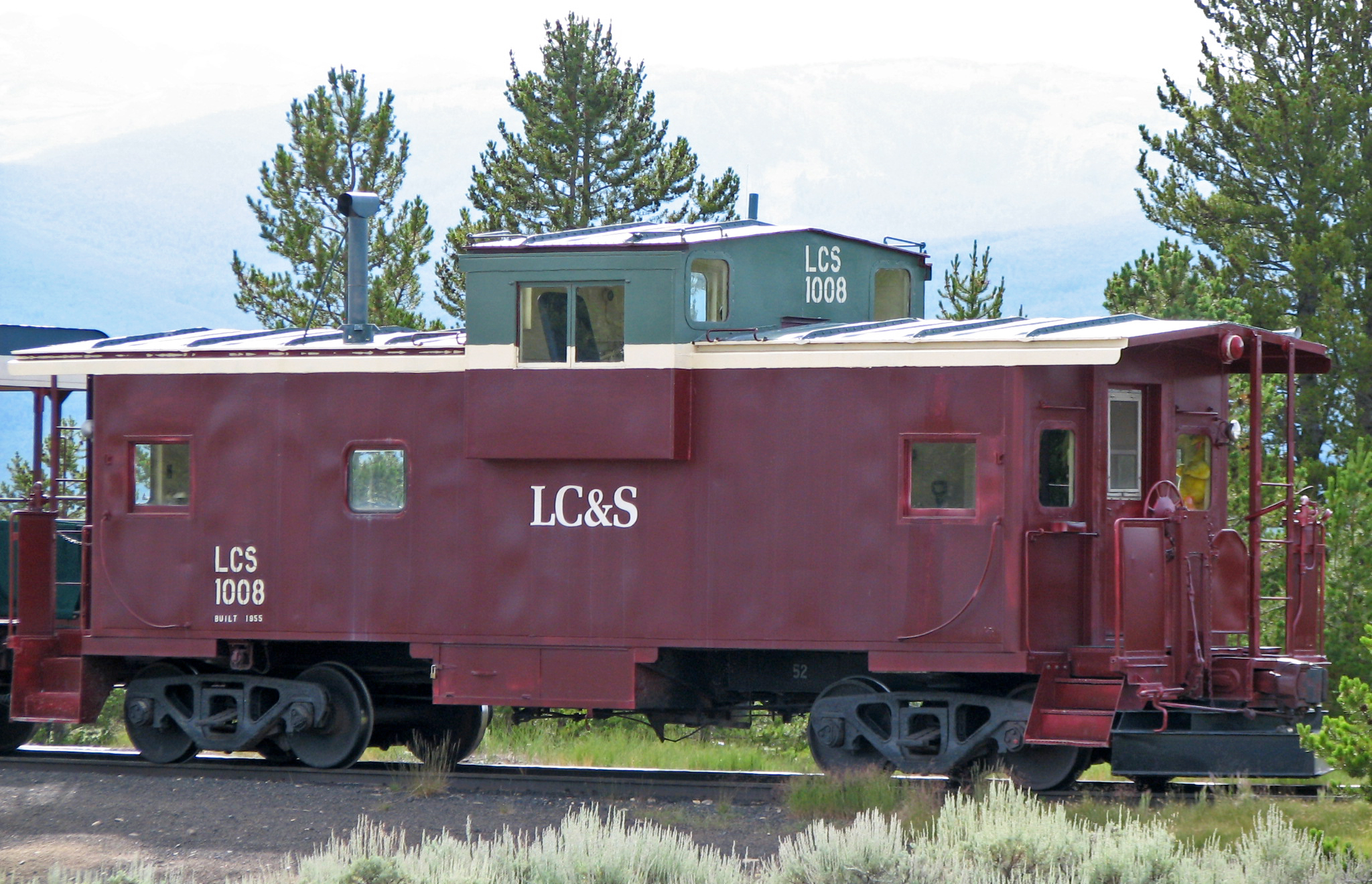
Caboose Nr. 1008 abgestellt in Nähe der Mine, Juli 2007

## Aktuelle Züge
- Ausflugszüge – von Ende Mai bis Ende Oktober
- BBQ Special – im September
- Fall Photo Weekends Special – an Wochenenden im September
- Oktoberfest Weekends – an Wochenenden im Oktober
- TOP of the Rockies Zipline and Train Ride Special – während der ganzen Saison